# Shaun Williams (lottatore)
Shaun Phillip Williams (Pretoria, 5 dicembre 1976) è un lottatore sudafricano, specializzato nella lotta libera.

## Palmarès
| Anno | Manifestazione          | Sede         | Evento | Risultato | Note |
| ---- | ----------------------- | ------------ | ------ | --------- | ---- |
| 1993 | Campionati africani     | Pretoria     | 48 kg  | 4º        |      |
| 1994 | Campionati africani     | Il Cairo     | 48 kg  | Bronzo    |      |
| 1995 | Mondiali espoir         | Teheran      | 48 kg  | 9º        |      |
| 1995 | Giochi panafricani      | Harare       | 48 kg  | Bronzo    |      |
| 1996 | Campionati africani     | El Menzah    | 48 kg  | Argento   |      |
| 1997 | Campionati africani     | Casablanca   | 54 kg  | Bronzo    |      |
| 1998 | Campionati africani     | Il Cairo     | 54 kg  | Argento   |      |
| 1999 | Giochi panafricani      | Johannesburg | 54 kg  | Argento   |      |
| 2001 | Campionati africani     | El Jadida    | 54 kg  | Oro       |      |
| 2001 | Mondiali                | Sofia        | 54 kg  | 23º       |      |
| 2002 | Giochi del Commonwealth | Manchester   | 55 kg  | Bronzo    |      |
| 2003 | Campionati africani     | Il Cairo     | 55 kg  | Oro       |      |
| 2003 | Mondiali                | New York     | 55 kg  | 11º       |      |
| 2003 | Giochi panafricani      | Abuja        | 55 kg  | Argento   |      |
| 2004 | Campionati africani     | Il Cairo     | 60 kg  | Argento   |      |
| 2004 | Giochi olimpici         | Atene        | 55 kg  | 17º       |      |
| 2007 | Campionati africani     | Il Cairo     | 60 kg  | Argento   |      |